# Mattheus Galenus

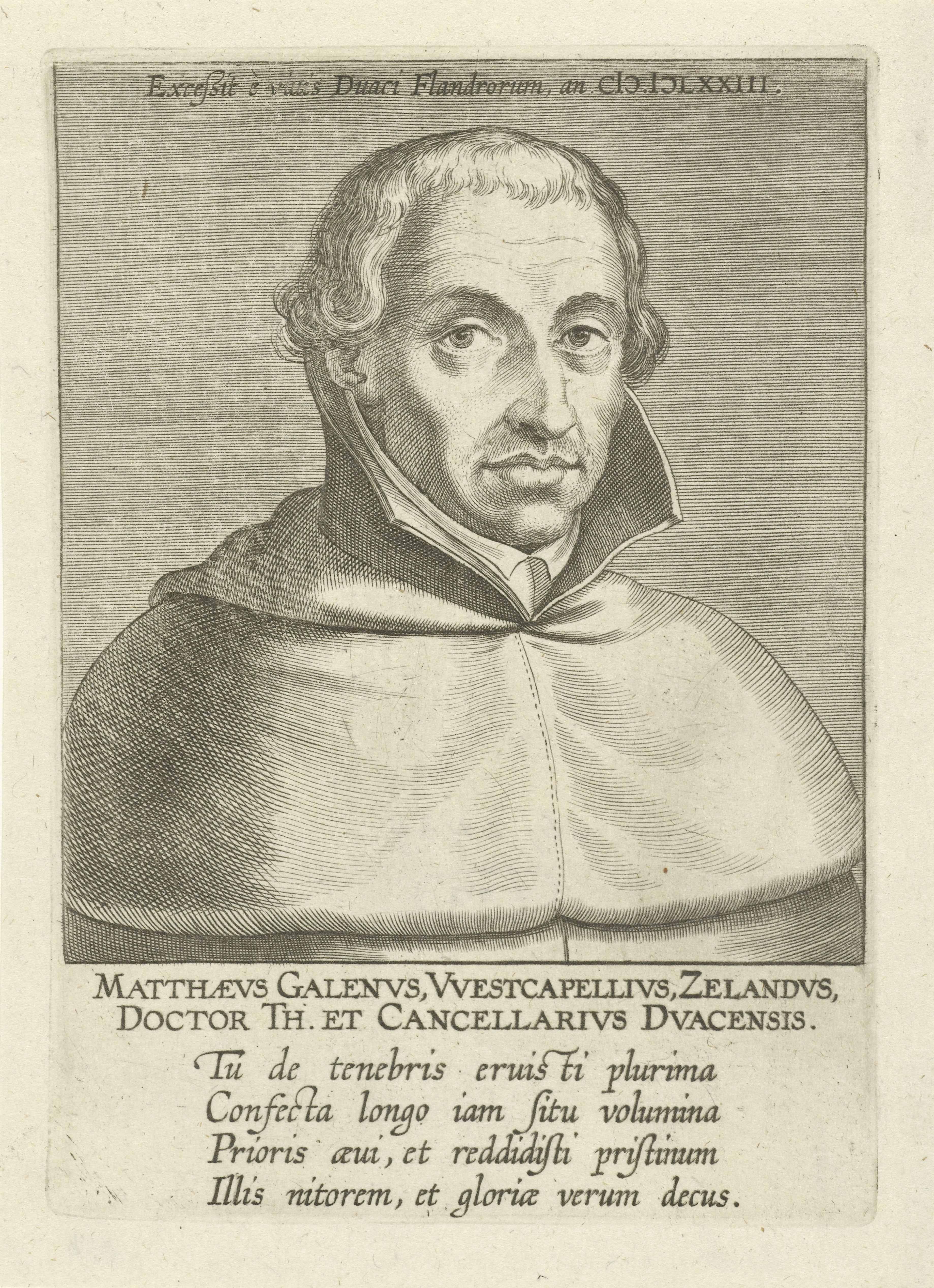
Portret van Mattheus van Galen (Matthaevs Galenvs).
Prent door Philips Galle, 1604 en/of 1739

Mattheus van Galen (Latijn: Mattheus Galenus), (Westkapelle, 1528 - Douai, 15/25 september 1573) was een Nederlandse hoogleraar in de theologie aan de Universiteit van Dowaai.

## Levensloop
Niet gezegend met een rijke afkomst, had van Galen het geluk om met geld van weldoeners uit zijn geboorteplaats te kunnen gaan studeren. In Gent ging hij voorbereidende wetenschappen zoals letter-reden- en dichtkunde studeren. Vervolgens studeerde hij wijsbegeerte en godgeleerdheid aan de Universiteit Leuven. Hier kreeg hij zijn baccalaureaat in de theologie, en werd hij ook onderwijzer in de kanselwelsprekendheid. Zijn licentiaat verkregen, werd hij in 1559 op voordragen van Ruard Tapper de opvolger van Wilhelmus Lindanus als hoogleraar theologie aan de, sinds 1803 niet meer bestaande maar destijds net gestichte, universiteit van Dillingen. Dit zou hij blijven doen tot 1563, wanneer hij benoemd werd tot hoogleraar aan de destijds in de Nederlanden prominente Universiteit van Dowaai. Hij zou hier in 1564 zijn doctorale graad behalen en hier de theologische faculteit blijven leiden tot zijn dood.
Galenus was een welgeleerd man, bekend met het Latijn, het Grieks en het Hebreeuws. In 1563 werd hij benoemd tot proost van St. Peter en in 1571 van St. Amatus. Ook werd hij kanselier van de academie in Douai. Hij is aanwezig geweest op zowel het Concilie van Trente (1545-1563) als de Synode van Kameryk. Hij heeft vele werken uitgebracht in het Latijn over praktische en polemische theologie.
Na zijn dood in 1573 werd hij begraven in een plaatselijke kerk. Waar ambtgenoot Thomas Stapleton een lijkrede aan hem wijdde, en zijn leermeester Petrus Colpinius zijn gedachtenis vereerde met een Latijns dichtstuk.

## Selectie van uitgebrachte geschriften
- Commentarius de Christiano et Catholico Sacerdotio, Dilingen, 1563, in-4°.
- De Originibus Monasticis, Dilingen, 1563, in-4°.
- Gebeden en Meditatien onder de Mis, in het Nederlands en het Frans , of der Leeeken Brevier, Douay, 1567, in-8°. mede in het Latijn verschenen.
- Vita S. Willebrordi, Frisior. Apost., Lib. III. [p. 23]
- Homiliae Catecheticae. Sive opus Catechisticum e SS. Patribus elaboratum, Duaci, 1571.
- De SS. Missae Sacrificio commentarius., Antv., 1574, in-8°.
- De Saeculi nostri Choreis, Duaci ap. Lud de Winde.
- De Votis Monasticis,
- Orationes Funebres tres in Barthol. Kleindienst, Tob. Gastium et Ruard. Tapperum.
- Alcuini Rhetorica ad Carolum Magnum, Duaci ap. Boscard, 1563, in-8°.